# Daydream Believer
Daydream Believer är en låt skriven av John Stewart från The Kingston Trio. Låten spelades in och lanserades av The Monkees 1967. Det kom att bli gruppens sista stora hitsingel och deras sista singeletta i USA. Låten finns med på albumet The Birds, the Bees & the Monkees. Den spelades dock in under sessionerna för det föregående albumet Pisces, Aquarius, Capricorn, & Jones Ltd.. I början av låten kan man höra Monkees-sångaren Davy Jones fråga producenten Chip Douglas vilken inspelningstagning av låten det är. The Monkees fick under sin tidiga karriär finna sig i att studiomusiker spelade på deras inspelningar, men på "Daydream Believer" medverkar alla fyra medlemmar med både sång och musikinstrument.
1979 spelades låten in av Anne Murray som också fick en hitsingel med sin version.

## Listplaceringar
| Lista (1967-1968) | Topplacering          |
| ----------------- | --------------------- |
| Australien        | 2 (Go Set)            |
| Danmark           | 4 (DR "Top 20")       |
| Finland           | 15                    |
| Flandern          | 8                     |
| Frankrike         | 38                    |
| Irland            | 1                     |
| Kanada            | 1 (RPM)               |
| Nederländerna     | 3                     |
| Norge             | 2 (VG-lista)          |
| Nya Zeeland       | 1 (NZ Listner)        |
| Schweiz           | 10                    |
| Spanien           | 10                    |
| Storbritannien    | 5                     |
| Sverige           | 6 (Kvällstoppen)      |
| Sverige           | 5 (Tio i topp)        |
| USA               | 1 (Billboard Hot 100) |
| Västtyskland      | 4                     |
| Österrike         | 7                     |